# Krongods
 "Kronen" omdirigeres hertil. For betydning af “Kronen” i Storbritannien, se Kronen (Storbritannien).
Krongods var det gods, bona regalia, som kongen som rigets overhoved siden middelalderens begyndelse rådede over, på dansk under navn af kongelev og alminding (herunder mindre øer og ubeboede skovområder), og som var tænkt som grundlag for kongens almindelige finanser sammen med danefæ, vragret og strandret (modsat patrimonium eller fædrenearv, som var kongens private gods, og som han kunne råde frit over). Allerede i løbet af middelalderen synes dette skel imidlertid at være forsvundet og alt gods som værende til kongens rådighed.
Krongodset blev oprindeligt styret fra kongsgårde, senere fra kongelige slotte med deres ladegårde, hvilke tillige blev sæde for forvaltningen af lenene (når de kongelige rettigheder ikke var overdraget andre).
Fra tid til anden foretog kongemagten ransagninger for at undersøge, om alt gods i privat besiddelse var sket retmæssigt eller uretmæssigt og i givet fald (hvis det var sket uretmæssigt) ved reduktion tilbageføre det til krongodset.

## Danmark
Under Christoffer 1. blev det ved lov fastslået, at i tilfælde af forbrydelse mod majestæten skulle "forbrudt gods" tilfalde kronen, ikke patrimoniet.
Efter reformationen kom de fleste af kirkens tidligere enorme besiddelser ind under krongodset, enten øjeblikkeligt, som ved bispedømmer og byklostre, eller mere gradvist eller kun delvist ved hhv. landklostre og domkapitler. Dette gods blev ofte samlet til enheder ved mageskifter,disse enheder dannede blandt andet grundlag for 1600- og 1700-tallets rytterdistrikter.
Efter enevældens afskaffelse i 1848–49 overgik næsten al krongods til den danske stat.

### Sønderjylland
I 1700-tallet opkøbte kongen store dele af adelsgodset i Sønderjylland. I den preussiske tid blev det sønderjyske krongods omdannet til domænegårde. Efter Genforeningen i 1920 blev disse store gårde udstykket til husmandsbrug.

## Færøerne
På Færøerne kaldes krongodset for Kongsjord.

## Tyskland
Før år 1800 blev de tyske fyrsters krongods kaldt Kammergut eller
Kameralgut. I 1800-tallets Tyskland blev statslige domæner, der blev stillet til rådighed for fyrsternes nærmeste familie, kaldt for Thronlehen. Under Weimarrepublikken kom staten og de tidligere fyrster i strid om statsdomænernes fremtid.